# Ochodaeus integriceps
Ochodaeus integriceps — вид оходеид из подсемейства Ochodaeinae. Время лёта: с мая по июль.

## Описание
Жук длиной 5—6 мм, имеет светлую буро-красную или буро-жёлтую окраску. Передний край наличника прямой. Надкрылья с сильными бороздками и междурядья с тремя-четырьмя рядами волосков.